# Tucunduva
Tucunduva é um município brasileiro do estado do Rio Grande do Sul, situado próximo a Santa Rosa, o qual integra as suas mesorregiões, bem como sua região intermediária. Localizado no noroeste rio-grandense, distancia-se a 506 quilômetros de Porto Alegre e tem a população de 5 612 habitantes em 2021.
Localiza-se a uma latitude 27°39'25" sul e a uma longitude 54°26'25" oeste, estando a uma altitude de 223 metros. Possui uma área de 175,96 km². Sua população estimada em 2010 era de de 5.901 habitantes.

## História
No ano de 1920 chegaram em Tucunduva as primeiras fontes de colonização vindas de Bento Gonçalves, e aqui encontraram a família de João Tucunduva, cujo sobrenome deu origem ao nome do município.

Com a chegada dos colonizadores, as terras foram sendo povoadas e vilas começaram a se formar. Os primeiros habitantes eram originários de diferentes grupos étnicos como alemães, italianos e poloneses.

O trabalho árduo e muita dedicação dos antepassados transformaram as áreas antes ocupadas pela mata em lavouras que garantiam a subsistência do povoado formado em 1926. Com o aumento da população, técnicas artesanais começaram a ser utilizadas, possibilitando assim a comercialização de produtos agrícolas.

Em 1931, com a emancipação de Santa Rosa, Tucunduva passou à categoria de Vila e no dia 19 de abril de 1934 foi elevado à 7º Distrito do município de Santa Rosa.

A década de 50 foi marcada pela intensificação do comércio e pela introdução da cultura de soja no município, e no campo político tem início o movimento emancipacionista.

O dia 10 de setembro de 1959 tornou-se uma data histórica para os tucunduvenses. Neste dia Tucunduva conquistou sua emancipação político-administrativa através da lei publicada no Diário Oficial de 11 de setembro de 1959 assinada pelo então governador do Estado do Rio Grande do Sul, Leonel de Moura Brizola.

A instalação do município aconteceu em 31 de dezembro de 1959 com a posse do primeiro prefeito municipal Florentino Rossato.

Entre as décadas de 70 e 80, com a intensificação do plantio da cultura da soja, tem início o processo de mecanização das lavouras de Tucunduva, o que rendeu ao município o título de “Capital da Lavoura Mecanizada”.

## Geografia
De acordo com dados do censo de 2010, a população de Tucunduva é de 5.883 habitantes, sendo que 68,45% destes residem na área urbana e 31,55% no meio rural.

## Economia
A economia do município é baseada em atividades agropecuárias. Na agricultura o destaque é a produção das culturas de soja, trigo, milho, painço e girassol. Já na pecuária evidencia-se a produção leiteira e a criação de suínos. Também começa a ter significativa produção de uva, vinho e produtos derivados da cana- de- açúcar.
A indústria tucunduvense é formada por pequenas e médias empresas que atuam nas áreas moveleira, metalúrgica, de vestuário, laticínios e agronegócios. O cooperativismo é de suma importância para o desenvolvimento de Tucunduva. O comércio local é bastante diversificado, atendendo as necessidades do município.
Além do título de “CAPITAL DA LAVOURA MECANIZADA” pelas suas terras planas e produtivas, Tucunduva também é reconhecida como a “TERRA DO MÚSICO”, por abrigar vários grupos musicais, com destaque para o Grupo Hello, a Banda Carruagem e os Atuais – internacionalmente conhecidos.